# Alonsotegi
Alonsotegi város Spanyolországban,  Bizkaia tartományban. Alonsotegi Arrankudiaga, Arrigorriaga, Barakaldo, Bilbao és Gueñes községekkel határos. Lakosainak száma 3020 fő (2024).

## Népesség
A település lakosságának változását az alábbi diagram mutatja:
| Lakosok száma | 2703 | 2626 | 2804 | 2835 | 2845 | 2843 | 2900 | 2907 | 2960 | 3020 |
|               | 2001 | 2004 | 2007 | 2009 | 2012 | 2014 | 2017 | 2019 | 2022 | 2024 |